# Isabella Cristina Berinzaga
Isabella Cristina Berinzaga (Milano, 1551 ca. – Milano, 1624) è stata una mistica e autrice spirituale italiana.

## Biografia
Berinzaga nacque probabilmente nel 1551 a Milano nella famiglia nobile decaduta Lomazzi, assumendo però il cognome Berinzaghi (o Bellinzaghi) della famiglia dello zio in cui fu allevata. Ebbe un'infanzia difficile a causa di problemi di salute e maltrattamenti, che avrebbe sopportato grazie alla propria fede cristiana.

### Compagnia di Gesù

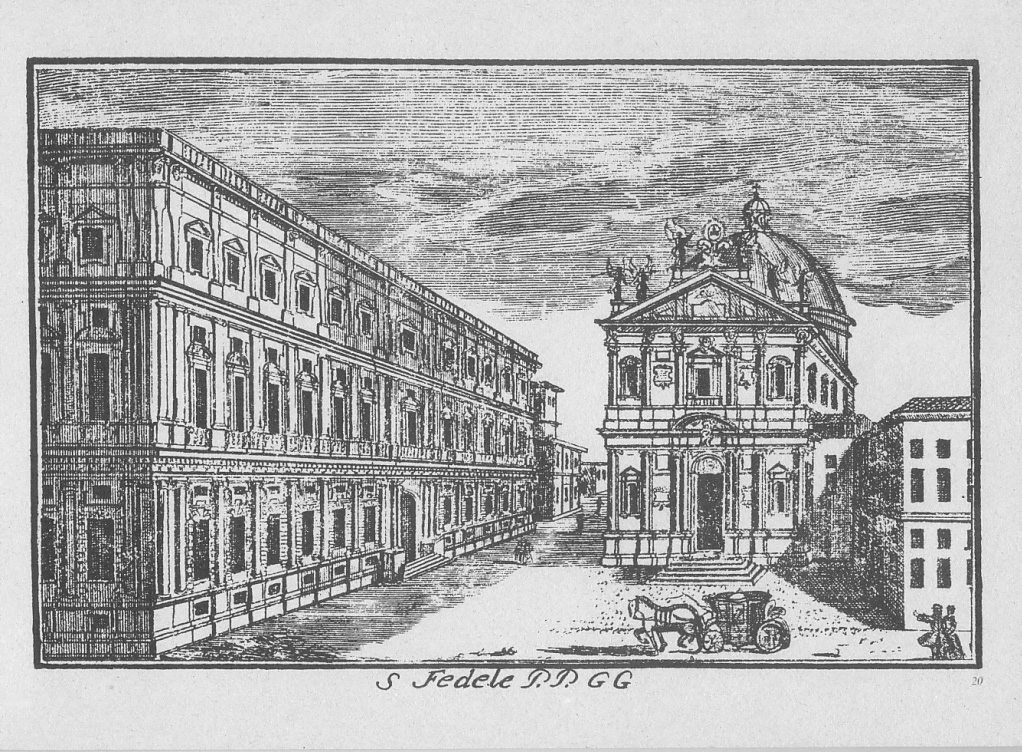
La chiesa di san Fedele, a Milano, intorno al 1745

Analfabeta, rifiutava sia di sposarsi sia di diventare suora. Iniziò a frequentare la chiesa di San Fedele, casa professa dei gesuiti, suscitando controversia per il suo «atteggiamento ieratico» e per l'assiduità con cui frequentava sia la chiesa sia i padri gesuiti, in uno stile di vita «semireligioso». I pettegolezzi giunsero fino a padre Mercuriano, preposito generale dell'ordine a Roma che, scettico sulle manifestazioni di pietà femminile, nel 1579 inviò padre Morales, un proprio legato, per ispezionare la vicenda. L'incaricato diede riscontro positivo all'inchiesta, grazie alla devozione mostrata dalla ragazza, e autorizzò la Compagnia a tenere Berinzaga come «figliola spirituale».

#### Rapporto con padre Gagliardi
Nel 1584 padre Achille Gagliardi, nominato preposito della casa di San Fedele, divenne la sua guida spirituale, cambiando l'approccio dei predecessori nel proprio ruolo: assegnò alla ragazza esercizi spirituali e temi di meditazione, la incaricò di mettere per iscritto appunti sulla propria esperienza e intavolò con lei un dialogo comprendente propri suggerimenti e sue obiezioni, facendone oggetto di studio. Raccolse infatti le sue osservazioni in una biografia della donna e in un'opera di letteratura quietistica in cui condensò lo scambio intellettuale, il Breve compendio intorno alla perfezione cristiana, da molti attribuita alla stessa Berinzaga, considerata un esempio di concisione e chiarezza.

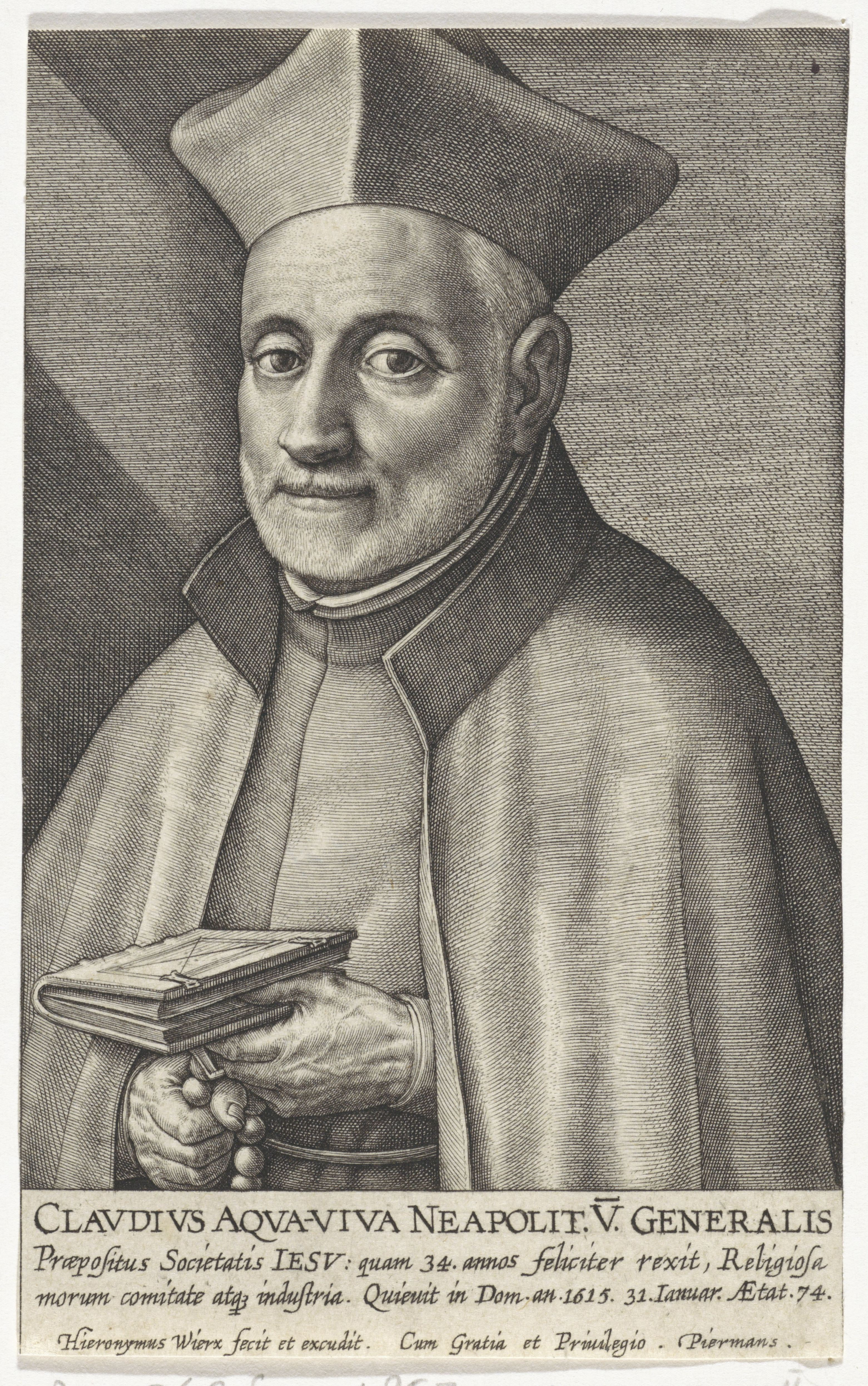
Ritratto del preposito Acquaviva, che perseguitò Berinzaga e Gagliardi

Il rapporto tra i due suscitò polemiche nella comunità milanese e nella Compagnia di Gesù; nel 1588 da Roma padre Acquaviva, nuovo preposito generale, inviò un nuovo ispettore, padre Maggio, che diede parere sfavorevole. Inoltre nel 1589 Acquaviva ricevette informazioni negative sui due anche da un prelato della Curia milanese. Infine nel 1590 il padre gesuita Vanini accusò il Compendio di contenere errori di fede. Più di questi ultimi, il preposito generale era preoccupato dagli «ammonimenti sulla situazione della Compagnia» che Berinzaga «sosteneva di ricevere da Dio», con un piano di riforme e un ritorno alle origini per la Compagnia, in un momento già teso con i gesuiti spagnoli e con il movimento italiano dei gesuiti «zelatori», questi ultimi con idee vicine a quelle professate da Berinzaga. Claudio Acquaviva cercò quindi di limitare i rapporti tra Berinzaga e Gagliardi e impedì a quest'ultimo di partecipare alla Congregazione generale della Compagnia del 1593-1594, per evitare che si facesse portavoce del messaggio di Berinzaga. Dopo la chiusura dei lavori, Gagliardi ricevette da Acquaviva l'ordine di lasciare Milano; si appellò quindi a Juan Fernández de Velasco, governatore spagnolo dello Stato di Milano, nonché sostenitore della coppia, riuscendo a far sospendere temporaneamente l'imposizione. Nell'autunno del 1594 Acquaviva reiterò l'ordine e stavolta Gagliardi non riuscì a opporvisi. Durante il suo esilio prima a Cremona, poi a Brescia, riuscì a intrattenere una fitta corrispondenza epistolare con Berinzaga grazie alla connivenza dei cosiddetti «isabellisti», una rete di suoi ammiratori.
Nel settembre 1595 padre Acquaviva insistette con il preposto di San Fedele, padre Vipera, perché la donna interrompesse del tutto i rapporti con padre Gagliardi e ogni attività volta alla riforma dei gesuiti. Berinzaga si arrese temporaneamente all'imposizione, finché nel 1600 raggiunse a Roma Gagliardi, intento a propagandare le loro idee programmatiche alla Congregazione. L'iniziativa fallì e Berinzaga rientrò a Milano.
All'inizio del 1601 padre Acquaviva sottopose all'attenzione di papa Clemente VIII scritti che circolavano tra i gesuiti e che erano attribuiti a Berinzaga: Vita di Madonna Isabella, Vita di Cristo, Delle unioni e Della divinità. Il pontefice incaricò Roberto Bellarmino di esaminarli e quest'ultimo deliberò che contenessero dottrine pericolose e contrarie all'insegnamento della Chiesa cattolica. Il papa confermò il suo giudizio e Berinzaga e Gagliardi furono severamente ammoniti, riuscendo però a evitare il giudizio del Sant'Uffizio grazie all'accettazione della censura; in particolare Gagliardi scaricò la responsabilità degli scritti sulla donna, abiurando le loro stesse idee.

### Ultimi anni e morte
Berinzaga visse gli ultimi vent'anni della sua vita a Milano mantenendo un basso profilo come «serva di Dio» e vi morì nel 1624.

## Influenza culturale
Nonostante l'opposizione ecclesiastica, il connubio spirituale con Gagliardi aveva avuto largo seguito. Già nel 1597, il Compendio era stato tradotto in francese da Pierre de Bérulle. Come Caterina da Genova, Isabella Berinzaga ebbe così un rilevante influsso sul misticismo francese. Un certo ruolo nella diffusione lo svolse il circolo culturale di madame Acarie.

## Opere
A Isabella Cristina Berinzaga è stata attribuita la scrittura o la co-scrittura delle seguenti opere di carattere teologico e/o autobiografico:
- Breve compendio intorno alla perfezione cristiana[1][2]
- Vita di Madonna Isabella[1]
- Vita di Cristo[1]
- Delle unioni[1]
- Della divinità[1]